# James J. Davis (polityk)
James John Davis (ur. 27 października 1873 w Tredegar, zm. 22 listopada 1947 w Takoma Park) – amerykański polityk, członek Partii Republikańskiej, sekretarz pracy.

## Działalność polityczna
W okresie od 5 marca 1921 do 30 listopada 1930 był sekretarzem pracy w gabinetach prezydentów: Hardinga, Coolidge'a i Hoovera. Od 2 grudnia 1930 do 3 stycznia 1945 był senatorem Stanów Zjednoczonych z Pensylwanii (3. Klasa).